# Montsûrs
Cet article concerne la commune nouvelle créée en 2019. Pour l'ancienne commune devenue commune déléguée, voir Montsûrs (commune déléguée).
Montsûrs est une commune nouvelle française créée le 1er janvier 2019, située dans le département de la Mayenne en région Pays de la Loire, peuplée de 3 192 habitants.

## Géographie

### Localisation
La commune fait partie de la province historique du Maine, et se situe dans le Bas-Maine.

### Hydrographie
La commune est traversée par la Jouanne.

### Climat
Pour des articles plus généraux, voir Climat des Pays de la Loire et Climat de la Mayenne.
En 2010, le climat de la commune est de type climat océanique altéré, selon une étude du CNRS s'appuyant sur une série de données couvrant la période 1971-2000. En 2020, Météo-France publie une typologie des climats de la France métropolitaine dans laquelle la commune est exposée à un climat océanique et est dans la région climatique Moyenne vallée de la Loire, caractérisée par une bonne insolation (1 850 h/an) et un été peu pluvieux.
Pour la période 1971-2000, la température annuelle moyenne est de 11,1 °C, avec une amplitude thermique annuelle de 13,8 °C. Le cumul annuel moyen de précipitations est de 773 mm, avec 12,6 jours de précipitations en janvier et 6,9 jours en juillet. Pour la période 1991-2020, la température moyenne annuelle observée sur la station météorologique installée sur la commune est de 11,5 °C et le cumul annuel moyen de précipitations est de 765,2 mm,. Pour l'avenir, les paramètres climatiques de la commune estimés pour 2050 selon différents scénarios d'émission de gaz à effet de serre sont consultables sur un site dédié publié par Météo-France en novembre 2022.
| Mois                                  | jan.          | fév.          | mars          | avril         | mai           | juin          | jui.          | août          | sep.          | oct.          | nov.          | déc.           | année     |
| ------------------------------------- | ------------- | ------------- | ------------- | ------------- | ------------- | ------------- | ------------- | ------------- | ------------- | ------------- | ------------- | -------------- | --------- |
| Température minimale moyenne (°C)     | 1,9           | 1,2           | 2,9           | 4,3           | 7,8           | 11,2          | 12,6          | 12,1          | 9,7           | 7,5           | 4,8           | 2,2            | 6,5       |
| Température moyenne (°C)              | 5             | 5,2           | 7,7           | 10,3          | 13,6          | 16,9          | 18,9          | 18,3          | 15,8          | 12,1          | 8,3           | 5,5            | 11,5      |
| Température maximale moyenne (°C)     | 8,1           | 9,2           | 12,5          | 16,3          | 19,3          | 22,6          | 25,1          | 24,5          | 21,8          | 16,7          | 11,9          | 8,8            | 16,4      |
| Record de froid (°C) date du record   | −13 08.01.10  | −15 12.02.12  | −7,2 13.03.13 | −6 04.04.22   | −2,1 06.05.19 | 2,3 01.06.15  | 3,6 30.07.15  | 4,3 26.08.18  | 0,6 30.09.21  | −2,8 21.10.10 | −7,7 17.11.07 | −10,7 19.12.09 | −15 2012  |
| Record de chaleur (°C) date du record | 14,7 27.01.08 | 20,7 27.02.19 | 23,2 30.03.21 | 27,2 20.04.18 | 30 17.05.22   | 38,2 18.06.22 | 39,6 25.07.19 | 38,3 07.08.20 | 34,3 14.09.20 | 29,2 09.10.23 | 21,6 01.11.15 | 16,6 30.12.22  | 39,6 2019 |
| Précipitations (mm)                   | 74,6          | 61,2          | 61,9          | 51,7          | 58,8          | 61,2          | 48,7          | 55,5          | 50,9          | 71,5          | 78,1          | 91,1           | 765,2     |

## Urbanisme

### Typologie
Au 1er janvier 2024, Montsûrs est catégorisée bourg rural, selon la nouvelle grille communale de densité à sept niveaux définie par l'Insee en 2022.
Elle appartient à l'unité urbaine de Montsûrs, une unité urbaine monocommunale constituant une ville isolée,. Par ailleurs la commune fait partie de l'aire d'attraction de Laval, dont elle est une commune de la couronne,. Cette aire, qui regroupe 66 communes, est catégorisée dans les aires de 50 000 à moins de 200 000 habitants,.

## Toponymie
Durant la Révolution, la commune, peut-être nommée Saint-Martin-de-Montsûrs, porte le nom de Hercule-Montsûrs.
Le gentilé est Montsûrais.

## Histoire
Le 1er janvier 2019, la commune nouvelle est créée à la suite de la fusion des communes de Deux-Évailles, de Montourtier, de Saint-Ouën-des-Vallons et de Montsûrs-Saint-Céneré, déjà issue de la fusion de Montsûrs et de Saint-Céneré.

## Politique et administration

### Communes déléguées
| Nom                    | Code Insee | Intercommunalité | Superficie (km2) | Population (dernière pop. légale) | Densité (hab./km2) |
| ---------------------- | ---------- | ---------------- | ---------------- | --------------------------------- | ------------------ |
| Montsûrs (siège)       | 53161      | CC des Coëvrons  | 10,85            | 1 965 (2021)                      | 181                |
| Deux-Évailles          | 53092      | CC des Coëvrons  | 11,93            | 208 (2021)                        | 17                 |
| Montourtier            | 53159      | CC des Coëvrons  | 19,09            | 332 (2021)                        | 17                 |
| Saint-Céneré           | 53205      | CC des Coëvrons  | 18,89            | 490 (2021)                        | 26                 |
| Saint-Ouën-des-Vallons | 53244      | CC des Coëvrons  | 7,38             | 198 (2021)                        | 27                 |

### Circonscriptions électorales
À la suite du décret du 5 mars 2020, la commune est entièrement rattachée au canton d'Évron.

### Jumelages
- Irsee (Allemagne) depuis 1988.
- Chilcompton (Royaume-Uni) depuis 1992.

## Population et société

### Démographie
L'évolution du nombre d'habitants est connue à travers les recensements de la population effectués dans la commune depuis sa création.

En 2022, la commune comptait 3 192 habitants, en évolution de −2,77 % par rapport à 2016 (Mayenne : −0,73 %, France hors Mayotte : +2,11 %).
| 2016  | 2021  | 2022  |
| ----- | ----- | ----- |
| 3 283 | 3 193 | 3 192 |

### Enseignement
Il convient de se reporter aux articles consacrés aux anciennes communes fusionnées.

## Économie
Il convient de se reporter aux articles consacrés aux anciennes communes fusionnées.
- On note la présence des Éditions Résiac sur le territoire de la commune.

## Culture locale et patrimoine
Il convient de se reporter aux articles consacrés aux anciennes communes fusionnées.

### Lieux et monuments
Il convient de se reporter aux articles consacrés aux anciennes communes fusionnées. 
- Château de la Roche-Pichemer.
- Ruines de l'Ancienne église Saint-Ouën de Saint-Ouën-des-Vallons, romane.
- Église paroissiale Saint-Ouën de Saint-Ouën-des-Vallons.
- Église Saint-Martin de Deux-Évailles.
- Château de la Bechère à Deux-Évailles, XIIe-XIIIe siècles.

### Personnalités liées à la commune
Il convient de se reporter aux articles consacrés aux anciennes communes fusionnées.

### Héraldique
| Blason de Montsûrs | Blason  | D'azur au mur crénelé d'argent maçonné de sable, ouvert du champ, mouvant de la pointe, au chef cousu de gueules chargé d'une croix d'or. |
| Blason de Montsûrs | Détails | |